# Schafhof (Hollfeld)
Schafhof ist ein Gemeindeteil der Stadt Hollfeld im Landkreis Bayreuth (Oberfranken, Bayern). Schafhof liegt in der Gemarkung Wiesentfels.

## Geografie
Schafhof liegt am Oberlauf der Wiesent im nördlichen Teil der Fränkischen Schweiz. Die Nachbarorte sind Freienfels im Nordwesten, Neidenstein im Südosten und Loch im Westen. Der Weiler ist von dem gut vier Kilometer entfernten Hollfeld aus über die Bundesstraße 22 und dann auf einer Ortsstraße erreichbar, die in Freienfels von der Bundesstraße abzweigt.

## Geschichte
Bis zur kommunalen Verwaltungsreform war Schafhof ein Gemeindeteil der Gemeinde Freienfels im Landkreis Ebermannstadt, die 1961 insgesamt 320 Einwohner hatte. Als die Gemeinde Freienfels mit der bayerischen Gebietsreform am 1. Januar 1972 aufgelöst wurde, wurde Schafhof ein Gemeindeteil der Stadt Hollfeld.